# Isabel, Duquesa de Hohenberg
Isabel Hilda Zita Maria Ana Antônia Frederica Guilhermina Luísa (em luxemburguês: Élisabeth Hilda Zita Marie Anna Antonia Friederike Wilhelmine Louize) (Colmar-Berg, 22 de dezembro de 1922 - Fischbach, 22 de novembro de 2011) é a segunda filha mais velha de Carlota de Luxemburgo, e de seu marido, Félix de Bourbon-Parma.

## Biografia
Nascida uma Princesa de Luxemburgo, de Nassau e de Parma, ela casou-se com Francisco de Hohenberg (1927–1977) em 9 de maio de 1956. Eles tiveram duas filhas juntos:
- Ana Carlota Maximiliana Eufêmia Maria Helena, Princesa de Hohenberg, nascida em 18 de agosto de 1958, no Castelo de Berg. Em 1978, casou-se com Romée de La Poëze, Conde d'Harambure, com quem teve; 
  - Gaetan de La Poëze, Conde d'Harambure (Luxemburgo, 25 de Julho de 1980)
  - Alix de La Poëze, Condessa d'Harambure (Luxemburgo, 8 de setembro de 1981)
  - Gabriel de La Poëze, Conde d'Harambure (Artstetten, 3 de outubro de 1987)
  - Raoul de La Poëze, Conde d'Harambure (Artstetten, 14 de junho de 1989)

(divórcio em 1998); 
Em 2005, casou-se com o Conde Andreas d'Bardeau.
- Sofia Felicitas Isabel Bona Maria Antonia, Princesa de Hohenberg, nascida em 10 de maio de 1960, no Castelo de Berg. Em 1983, casou-se com Jean-Louis de Potesta, com quem teve;
  - Eleonore de Potesta (Luxemburgo, 24 de abril de 1984)[2]
  - Barão Charles de Potesta (Luxemburgo, 25 de outubro de 1985)[3]
  - Elizabeth de Potesta (Londres, 29 de abril de 1988)[4]

A duquesa de Hohenberg é madrinha de Christine de Ligne, filha de sua irmã, a Princesa Alice.